# Любовь по правилам и без
«Любовь по правилам и без» (англ. Something's Gotta Give) — романтический комедийно-драматический фильм режиссёра Нэнси Майерс, премьера которого состоялась 12 декабря 2003 года в США и только в январе—марте 2004 года во всём мире. Исполнительница главной роли Дайан Китон за актёрскую работу в ленте удостоилась премии «Золотой глобус» и номинации на «Оскар».

## Сюжет
Герой этой картины, Гарри Сэнборн, стареющий плейбой, предпочитает проводить время с женщинами молодого поколения. Его очередной уик-энд с юной возлюбленной Мэрин обернулся плачевно: пожилого ловеласа в самый неподходящий момент хватил сердечный приступ. Теперь еле передвигающийся Гарри становится вынужденным узником загородного дома матери Мэрин — известной нью-йоркской писательницы Эрики Барри. Благодаря неожиданному стечению обстоятельств герой-любовник впервые за много лет оказался один на один с привлекательной и свободной женщиной своего поколения. Неожиданно для себя Гарри начинает испытывать к Эрике влечение, тянущее больше, чем на недолгую интрижку. В это же время за писательницей начинает ухаживать молодой доктор Джулиан Мерсер, лечащий врач Гарри. Джулиан в восторге от литературного таланта Эрики и не обращает внимания на разницу в возрасте. Прекратив отношения с Мэрин, Гарри налаживает контакт с её матерью. Дело заканчивается их спонтанным сексом. На следующий день, после осмотра, доктор разрешает Гарри покинуть дом Эрики. Неловко попрощавшись, они расстаются.
Проходит некоторое время, и Мэрин приглашает мать на ужин в ресторан, чтобы обсудить роман её отца, с которым Эрика находится в недавнем разводе. За соседним столиком оказывается Гарри в компании с юной пассией. Эрика пытается поговорить с Гарри, однако тот отказывается продолжать отношения. Оба сильно переживают. Гарри думает, что у него повторный приступ, но это оказывается только паническая атака. Эрика переносит свои переживания в новую пьесу «Любящая женщина», которую готовят к постановке. Гарри посещает репетиции и обнаруживает, что один из персонажей явно списан с него. Хуже того, в концовке пьесы персонаж умирает. Он переживает новую паническую атаку, и врачи рекомендуют ему сменить обстановку. Гарри уезжает на полгода на Багамы.
Вернувшись в Нью-Йорк, Гарри узнаёт о том, что пьеса имеет успех. Мэрин вышла замуж и ждёт ребёнка. Эрика сейчас в Париже отмечает свой день рождения. Гарри летит в Париж и неожиданно появляется в ресторане, где Эрика отмечает праздник. Вместе с ней проводит время и Джулиан. Они общаются втроём и проводят вечер. Вскоре от Джулиана Гарри узнаёт, что Эрика не может без него, а также что тот не станет мешать любимой женщине обрести счастье и готов уйти. В концовке Эрика, Гарри, Мэрин, её супруг и маленькая дочь прекрасно проводят время вместе.

## В ролях
| Актёр              | Роль                  |
| ------------------ | --------------------- |
| Джек Николсон      | Гарри Сэнборн         |
| Дайан Китон        | Эрика Барри           |
| Киану Ривз         | доктор Джулиан Мерсер |
| Фрэнсис Макдорманд | Зоуи (сестра Эрики)   |
| Аманда Пит         | Мэрин                 |
| Джон Фавро         | Лео                   |
| Пол Майкл Глейзер  | Дейв                  |
| Рэйчел Тикотин     | доктор Мартинез       |
| Кейди Стрикленд    | Кристен               |
| Пейдж Батчер       | эпизод                |
| Таня Свит          | эпизод                |
| Дэниэлла Ван Граас | эпизод                |

## Награды и номинации
| Премия                              | Категория                                | Номинант      | Результат |
| ----------------------------------- | ---------------------------------------- | ------------- | --------- |
| «Оскар»                             | Лучшая женская роль                      | Дайан Китон   | Номинация |
| «Золотой глобус»                    | Лучшая мужская роль — комедия или мюзикл | Джек Николсон | Номинация |
| «Золотой глобус»                    | Лучшая женская роль — комедия или мюзикл | Дайан Китон   | Победа    |
| «Выбор критиков»                    | Лучшая женская роль                      | Дайан Китон   | Номинация |
| «Спутник»                           | Лучшая женская роль — комедия или мюзикл | Дайан Китон   | Победа    |
| Национальный совет кинокритиков США | Лучшая женская роль                      | Дайан Китон   | Победа    |
| Премия Гильдии киноактёров США      | Лучшая женская роль                      | Дайан Китон   | Номинация |

«Одна из лучших романтических комедий года, а скорей даже и за несколько лет», — Пол Клинтон, CNN.

## Саундтрек
Саундтрек к фильму был выпущен 9 декабря 2003 года на лейбле Warner Bros. Records.

### Список композиций
1. «Butterfly» — Crazy Town
2. «Sing a Song» — Earth, Wind and Fire
3. «Oooh Baby» — C+C Music Factory
4. «Samba de mon coeur qui bat» — Coralie Clément
5. «Fibre de Verre» — Paris Combo
6. «Let’s Get It On» — Marvin Gaye
7. «O Beijo (The Kiss)» — Claudio Ragazzi
8. «Here We Go» — Grits
9. «Que Reste-t-il de Nos Amours» — Charles Trenet
10. «It’s On Tonight» — Johnny Rourke
11. «You Can Get It If You Really Want» — Jimmy Cliff
12. «Have Dinner» — Badly Drawn Boy
13. «Assedic» — Les Escrocs
14. «I’ve Got a Crush on You» — Steve Tyrell
15. «Graffito Disguise» — Mason Daring
16. «I Only Have Eyes for You» — The Flamingos
17. «La Vie en Rose» — Louis Armstrong
18. «So Nice (Summer Samba)» — Astrud Gilberto
19. «Boum!» — Charles Trenet
20. «Je Cherche un Homme» — Eartha Kitt
21. «Sunday Morning» — Maroon 5
22. «Julian Calls» — Badly Drawn Boy
23. «C’est Si Bon» — Eartha Kitt
24. «Brazil» — Django Reinhardt
25. «Exactly Like You» — Christopher Westlake and Bonnie Greenberg
26. «Sweet Lorraine» — Stephane Grappelli, Ilsa Eckinger, Ike Isaacs and the Diz Disley Trio
27. «I Only Have Eyes for You» — Michael Melvoin, John Guerin, Tony Dumas, and Mitch Holder
28. «Learn How to Fall» — Paul Simon
29. «La Vie en Rose» — Jack Nicholson